# پارک ماری کرتیس
پارک ماری کرتیس (انگلیسی: Marie Curtis Park) یک پارک عمومی در تورنتو، انتاریو، کانادا است. این پارک در دهانه نهر اتوبیکو در دریاچه انتاریو در محله لانگ برانچ واقع شده‌است. پارک ماری کورتیس پس از سیل ویرانگر طوفان هازل در سال ۱۹۵۴ ساخته شد که ۵۶ خانه و کلبه را در این محله ویران کرد و ۱۸۶۸ نفر را بی خانمان و ۸۱ نفر را کشته بود. نام آن از ماری کرتیس، شهردار لانگ برانچ در زمان ساخت آن گرفته شده‌است. لانگ برانچ در آن زمان دهکده ای مجزا بود. اکنون در دولت شهر تورنتو ادغام شده‌است.